# Cezar IV
Cezar IV (ang. Caesar IV) – komputerowa gra strategiczno-ekonomiczna stworzona przez Tilted Mill Entertainment, której akcja toczy się w starożytnym Rzymie. Gra wydana została 26 września 2006 w Stanach Zjednoczonych i 24 listopada 2006 w Polsce. Po raz pierwszy w serii gier Cezar wykorzystano grafikę trójwymiarową do prezentacji świata gry.
Gracz ma zadanie zarządzać starożytnym Rzymem. Demo gry zostało wydane 16 sierpnia 2006.